# Adam Olearius
Adam Olearius (latinisering av Oelschläger), född den 24 september 1599 i Aschersleben nära Magdeburg, död den 22 februari 1671, var en tysk forskningsresande och författare.
Olearius, som blev filosofie magister i Leipzig 1627, ägnade sig tidigt åt matematiska och naturvetenskapliga studier. År 1633 fick han anställning som sekreterare vid den beskickning som hertig Fredrik III av Gottorp avsände till Ryssland. Kort efter sin hemkomst 1635 anträdde han en liknande resa genom Ryssland till Persien för att knyta förbindelser med detta land. I augusti 1637 kom Olearius till Esfahan och tog efter fem månaders vistelse där vägen längs västkusten av Kaspiska havet samt över Astrachan och Moskva hem till Gottorp, dit han kom i juli 1639.
Huvudsyftet med beskickningen förfelades visserligen, men resan medförde rika vetenskapliga resultat, som Olearius framlade i Offt begehrte Beschreibung der newen Orientalischen Reise et cetera (1647; 5:e upplagan 1696, översättning till holländska, franska och engelska). Berättelsen, som åtföljes av ypperliga kartor, utmärks av god stil i förening med skarp iakttagelseförmåga och stor sanningskärlek. Som belöning utnämndes Olearius 1640 till hertigligt råd och hovmatematiker samt erhöll i uppdrag att ordna hertigens bibliotek och konstsamlingar. Bland hans följande arbeten kan nämnas Gottorps jordglob, 3,11 meter i diameter och unik i sitt slag i Europa, vilken 1713 skänktes till Peter den store, och en himmelsglob (Sphaera coperniciana).
Vidare skrev han Kurzer Begriff einer schleswig-holsteinischen Chronic, 1448-1662 (utgiven 1663) samt Schleswig-holsteinisches Kirchenbuch (1665), med latinsk och högtysk liturgi och psalmer i stället för den äldre plattyska psalmboken. Därjämte översatte han den persiske skalden Saadis dikter under titeln Rosenthal (1654) och utgav 1658 Morgenländische Reise (av hans reskamrat Johann Albrecht von Mandelslo, som från Ispahan fortsatt vidare till Indien).
Redan 1633 hade han skrivit en stor tysk dikt om Gustav II Adolf. Skalden Adam Öhlenschläger, vars far var född i Slesvig, räknade Olearius som sin stamfar, men detta saknade bevislig grund.